# A Vida Provisória
A Vida Provisória é um filme brasileiro de drama de 1968 dirigido por Maurício Gomes Leite. É o único filme não ficcional de Maurício que também é crítico de cinema.
Em 1969 Maurício Gomes foi citado em texto de Jairo Ferreira pronunciando a seguinte frase: "Espero que A Vida Provisória seja recebido – e entendido – como uma dupla manifestação que envolve o ‘eu’ e o ‘nós’. O que há de pessoal no filme é marcadamente coletivo. E o que há de coletivo é extremamente pessoal."

Filmes cujo conteúdo condenava o status quo eram alvo da censura do período militar. A Vida Provisória foi exibido com cortes no Festival de Brasília. Na foto artistas protestam contra a Ditadura Militar.

O filme foi gravado em 1968 e as longas conversas entre Estevão (Paulo José) e Paola (Dina Sfat) no apartamento dela apontam para a ebulição que ocorria no mundo. A Vida Provisória foi exibido no Festival de Brasília com cortes feitos pela censura. No Brasil, no dia 21 de junho, aconteceu a Sexta-feira sangrenta , o estopim para que a  Passeata dos Cem Mil acontecesse cinco dias depois. Em Dezembro de 1968 foi instituído o Ato Institucional n° 5 (AI-5).

## Sinopse

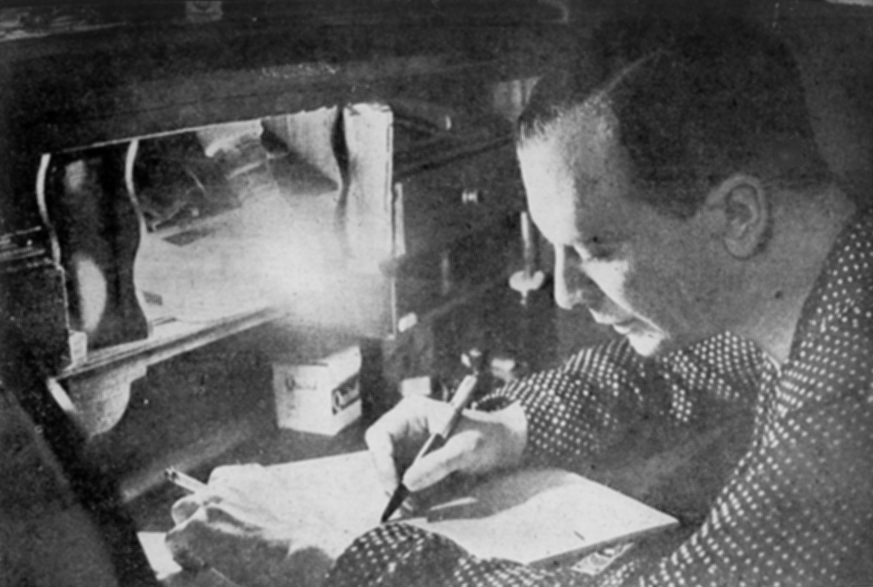
Mário Lago interpretou o general Passos em Vida Provisória.

Um jornalista mineiro (Paulo José), radicado no Rio de Janeiro, segue para Brasília para cobrir pronunciamento sob a entrega do controle de jazidas de Minas Gerais a empresas estrangeiras. Aproveitando a viagem deverá levar a um político documentos que lhe foram entregues por general Passos (Mário Lago) e que apontam a corrupção política na negociação das jazidas. Do Rio a Belo Horizonte, recorda dois amores: Paola (Dina Sfat) e Lívia (Joana Fomm). Em Brasília não consegue fazer chegar os documentos a seu destino, sendo oprimido por forças do governo.

## Elenco

Paulo José interpretou Estevão.

| Ator/Atriz         | Papel                 |
| ------------------ | --------------------- |
| Paulo José         | Estevão               |
| Dina Sfat          | Paola                 |
| Joana Fomm         | Lívia                 |
| Mário Lago         | General Passos        |
| Ferreira Gullar    | Jornalista Augusto    |
| Hugo Carvana       | Deputado Pedro Inácio |
| Paulo César Pereio | Paulo César           |
| Clementino Kelé    | Embaixador africano   |
| José Lewgoy        | Homem de capa         |
| Renata Sorrah      | Atriz do Filme B      |
| Carlos Heitor Cony | Assassino             |
| José Wilker        | Assassino             |
| Lúcia Milanez      | Ângela                |
| Guará Rodrigues    | Ator do Filme B       |

## Prêmios
Festival de Brasília
- Prêmio Candango de Melhor Atriz Coadjuvante para Joana Fomm.

Prêmio Governador do Estado de São Paulo
- Melhor argumento para Maurício Gomes Leite.[1]